# 巴布什尼察
巴布什尼察是塞爾維亞的城鎮，由皮羅特州負責管轄，位於該國東南部，毗鄰與保加利亞接壤的邊境，面積529平方公里，海拔高度470米，2011年人口4,578。

## 外部連結
- Babušnica （页面存档备份，存于）
- Pirot.Org （页面存档备份，存于） Web portal and forum of municipality of Pirot